# Reusable Vehicle Testing
Le Reusable Vehicle Testing (RVT) (anglais : essai de véhicule réutilisable) est un projet de l'Institut des sciences spatiales et astronautiques (ISAS) puis de l'Agence d'exploration aérospatiale japonaise (JAXA), lancé en 1998 et interrompu en 2009, dont l'objectif était de tester le concept de lanceur réutilisable au moyen d'une série de véhicules expérimentaux. Quatre véhicules complets ont été développés pour mettre au point plusieurs techniques : le lancement sur demande, la réduction de la durée de remise en condition entre deux lancements, l'accroissement des performances, le recours à des matériaux et des structures légères.
Le projet comprenait des essais au sol et en vol : ces derniers ont été effectués au Centre d'essais de fusées de Noshiro de l'ISAS, au nord de la principale île du Japon.
Les quatre véhicules mis au point au cours du projet ont reçu les appellations de RVT #1 à RVT #4. Les tests au sol et les essais en vol ont reçu un nom de RVT-1 à RVT-11.

## RVT #1
Le premier appareil a été conçu avec les caractéristiques suivantes :
- Propergols hydrogène liquide et oxygène liquide stockés dans des réservoirs métalliques sphériques
- Moteurs en un groupe, simplifiés alors que le gaz est sous pression. La poussée des fonctions nécessaires pour le décollage et les atterrissage verticaux, la poussée n'est pas orientable.
- Le contrôle d'attitude par de l'azote gazeux sous haute pression.
- Cellule complète constituée d'un châssis de moteur à la base, des réservoirs internes de carburant et de comburant (oxydant au-dessus du carburant), des réservoirs d'azote gazeux et du système de contrôle d'attitude monté au sommet de la cellule. Le cadre autour du fond des réservoirs est joint à la pressurisation de l'hélium. L'aérocoque (anglais : aeroshell) (une couverture moulée afin de réduire la résistance de l'air) n'a pas été installé.

| Dates                             | Nom des essais | Commentaires |
| --------------------------------- | -------------- | --- |
| 24 août 1998 - 5 septembre 1998   | RVT-1          | Au cours de la période du 24 août 1998 au 5 septembre 1998, des essais des caractéristiques de poussée des moteurs ont été menés avec la majorité de la cellule fixée à un banc d'essai. Les données ont été obtenues pour vérifier le contrôle effectif de la poussée. |
| 23 octobre 1998 - 8 novembre 1998 | RVT-2          | Au cours de la période du 23 octobre 1998 au 8 novembre 1998, des essais au sol ont été effectués sur le véhicule dans un état presque identique que pour un vol. Les tests ont été effectués afin de mesurer la poussée du moteur et des caractéristiques de contrôle dans les conditions environnementales prévues au cours du vol et de vérifier le fonctionnement de la navigation et le système de contrôle. |
| 13 mars 1999 - 26 mars 1999       | RVT-3          | Au cours des expériences de la période du 13 mars au 26 mars 1999, le véhicule a volé pour la première fois. Dans le premier des deux vols, le véhicule a atteint une altitude de 0,7 m et s'est déplacé horizontalement sur une distance de 0,5 m. Le deuxième vol permit d'atteindre 4 m d'altitude et 3,5 m de translation horizontale. La durée du deuxième vol était de 11,5 secondes.                       |

## RVT #2
Ce véhicule a été utilisé pour des expériences destinées à tester les améliorations et l'augmentation de la distance de vol.
- Durabilité de la conception du moteur
- Navigation par GPS
- Aeroshell

| Dates                         | Nom des essais | Commentaires |
| ----------------------------- | -------------- | --- |
| 6 mars 2000 - 23 mars 2000    | RVT-4          | La majorité de la cellule a été fixée à un banc d'essai et des tests ont confirmé les caractéristiques de poussée du nouveau moteur. |
| 17 juillet 2000 - 4 août 2000 | RVT-5          | Assemblé et testé dans la forme d'un vol d'avion. Dès la seconde moitié des expériences de fixation de l'aeroshell, l'influence des décollages et des atterrissages (la chaleur du moteur rebondissant sur le sol) et des fuites d'hydrogène (dans l'aeroshell) ont été détectées et été confirmées.                    |
| 9 juin 2001 - 26 juin 2001    | RVT-6          | Inclut un total de six vols. Dans le premier vol, l'altitude a été de 10 mètres. Le deuxième vol a atteint 20 m d'altitude, a testé le GPS et avait une erreur du site d'atterrissage de seulement 5 cm. Le troisième vol atteint 22m d'altitude. Quatre vols des six de la période ont eu lieu en trois jours et demi. |

## RVT #3
Ce véhicule d'essai a été conçu pour accumuler les technologies nécessaires en vue de parvenir à une altitude de 100 km.
- Réservoir en matériau composite pour l'hydrogène liquide
- Moteur et injecteur de haute performance
- Raffinement des facteurs opérationnels pour réutilisation
- Gamme élargie de vol

| Dates                          | Nom des essais | Commentaires |
| ------------------------------ | -------------- | --- |
| Décembre 2001                  | RVT-7          | Un test de tir du moteur seul. Le centre d'essai de fusées à Ishikawazimaharima Heavy industries (à Aioi dans la préfecture de Hyogo) a été utilisé pour vérifier les performances d'un nouvel injecteur pour le moteur du RVT. |
| 14 mars 2003 - 30 mars 2003    | RVT-8          | Comprenait cinq épreuves de tir du moteur et mettait en vedette un nouveau véhicule plus léger avec des réservoirs de propergol en matériau composite.                                                                          |
| 14 octobre - 1er novembre 2003 | RVT-9          | Trois vols atteignant une altitude maximale de 42m. |

## RVT #4
Ce véhicule a été construit comme une fusée réutilisable pratique, démontrant un certain nombre de technologies.
- La pressurisation du moteur a été effectuée par une turbopompe à essence incluant la capacité de modifier cette formule
- Réservoir d'oxygène liquide construit en matériaux composites
- Utilisation du contrôle d'attitude de l'hydrogène gazeux au gaz propulseur oxygène, intégration du moteur à propergol

| Dates                               | Nom des essais | Commentaires |
| ----------------------------------- | -------------- | --- |
| 12 novembre 2006 - 16 novembre 2006 | RVT-10         | Inclus onze tests de tir au sol. La conception de la turbopompe du moteur a été testée pour une réutilisation, une contrôlabilité et une durée de vie. |
| 3 septembre 2007 - 6 octobre 2007   | RVT-11         | Inclus trois tests de turbopompes. Les tests ont été effectués à l'installation d'essai de statoréacteur au JAXA Space Center Kakuda. Les tests ont caractérisé la nouvelle conception de la turbopompe à hydrogène liquide, en particulier la fiabilité et la réponse de poussée. |
| 11 octobre 2007 - mi-Décembre 2007  | RVT-12         | Le deuxième tir d'essai au sol du moteur turbopompe. Les essais effectués au sol ont été menés au JAXA Multi-Purpose Experiment à Noshiro 4, les fonctions de contrôle de poussée et de réaction élevée, les données sur la façon de démarrer à faible consommation, tourné vers l'avenir vers un ré-allumage en vol. |
| Décembre 2008                       | RVT-13         | Essais du moteur turbopompe au JAXA Multi-Purpose Experiment à Noshiro. Un tir d'essai de la poussée 8 kN en utilisant le détendeur 9 turbopompe. Vérifier l'adéquation de ces systèmes et des caractéristiques de l'appareil et les limitations du moteur par des tests de la réponse indicielle et de réponse en fréquence du contrôle de la poussée quasi statique et dynamique, l'examen des limites de limitation de profondeur. |
| 2009                                | RVT-14         | Des tirs d'essai au sol ont été effectués par la JAXA sur le banc d'essai multi-usages à Noshiro. Les caractéristiques de poussée de 70 % par rapport à la promotion de la gamme de forte poussée, pour évaluer l'adéquation du système pour obtenir des données sur les caractéristiques du contrôle de la poussée de l'appareil. |

## Développements futurs
La JAXA propose de développer une fusée réutilisable pour une altitude élevée sur la base des technologies éprouvées dans le projet RVT. La fusée aura une charge utile d'environ 100 kg pour une altitude de 100 km. Les équipements dérivés des RVT tels que les moteurs et les contrôles d'attitude seront utilisés. Le développement et les essais en vol sont prévus pour 5 ans et le coût est estimé à 50 milliards de yens. La fusée sera capable de cinq vols par jour. Le coût par vol, basé sur 2 500 vols, est estimé à 10 000 yens, en réduisant le coût de vol par rapport aux fusées consommables actuelles, qui coûtent entre 2 et 6 milliards de yens. Les charges expérimentales seront récupérées après le vol, ce qui permettra également de minimiser les coûts pour le développeur de charge utile. En outre, il sera possible d'arrêter le véhicule et d'effectuer des vols stationnaires à n'importe quelle altitude, ce qui est impossible avec les fusées-sondes conventionnelles.